# Diego Vázquez de Mercado
Diego Vázquez de Mercado (1533 – 12 de junho de 1616) foi um prelado católico romano que serviu como arcebispo da arquidiocese católica romana de Manila de 1608 a 1616 e bispo da diocese de Iucatã de 1604 a 1608.

## Biografia
Diego Vázquez de Mercado nasceu em Arévalo, Espanha. Obteve um doutorado em Direito Canônico pela Universidade do México. Foi para as Filipinas com Domingo de Salazar, primeiro bispo de Manila, trabalhando como reitor da Catedral. Em algum momento, mesmo já sendo padre e decano do capítulo da catedral de Manila, ele tentou solicitar admissão na Companhia de Jesus.
Em 5 de novembro de 1603, o Papa Clemente VIII o nomeou bispo de Yucatán. Recebeu a ordenação episcopal em 13 de junho de 1604, na Cidade do México, por García de Santa María Mendoza y Zúñiga, arcebispo do México. Em 28 de maio de 1608, o Papa Paulo V o nomeou para a Arquidiocese de Manila. Como terceiro arcebispo, Dom Diego concluiu a construção da catedral e promulgou vários regulamentos para o governo da catedral.

Enquanto arcebispo, foi o principal consagrador de Pedro de Arce, bispo de Cebu (1613), e principal co-consagrador de Alonso de Peralta, arcebispo de La Plata o Charcas (1609).